# Stade Lavallois
Stade Lavallois (celým názvem Stade Lavallois Mayenne Football Club) je francouzský fotbalový klub z obce Laval, který působí ve druhé lize Ligue 2 (v sezoně 2014/15). Byl založen v roce 1902 a svoje domácí utkání hraje na Stade Francis Le Basser s kapacitou cca 18 700 diváků. Klubové barvy jsou oranžová a černá.